# Museo de las Mujeres de Hittisau
Museo de las Mujeres de Hittisau (en alemán: Frauenmuseum Hittisau   ) es un museo en Hittisau, Austria, dedicado a las mujeres. Fue fundado en 2000  y es el único museo de este tipo en el país.  
El museo muestra los logros culturales de las mujeres, particularmente de la región de Bregenzerwald, a través de exposiciones, eventos culturales, actividades de enseñanza para niños, presentaciones y talleres.    
Forma parte de la Asociación Internacional de Museos de Mujeres (IAWM).
El museo ganó el Premio del Museo Austriaco 2017.

## Arquitectura
El museo ocupa el piso superior de la Feuerwehrhaus und Kulturhaus ("Casa de bomberos y casa de la cultura"), que fue construida entre 1998 y 2000 por las autoridades locales. La brigada de bomberos local ocupa el gran sótano, hay una sala de seminarios en la planta baja y una banda de música local también se basa aquí.  La sección superior está hecha de madera (abeto local de plata), y el edificio tiene una gran fachada de vidrio.  

El edificio recibió varios premios de arquitectura, incluido el premio nacional de arquitectura "Österreichischer Bauherrenpreis" (2000),  el "Vorarlberger Hypo-Bauherrenpreis" (2001) en la categoría de edificios municipales, el "Vorarlberger Holzbaupreis" (2001) y primer premio en la categoría Instalaciones públicas culturales y recreativas en el concurso nacional "Construcción amigable para los humanos" (2002). 

Museo de las Mujeres de Hittisau – arquitectura
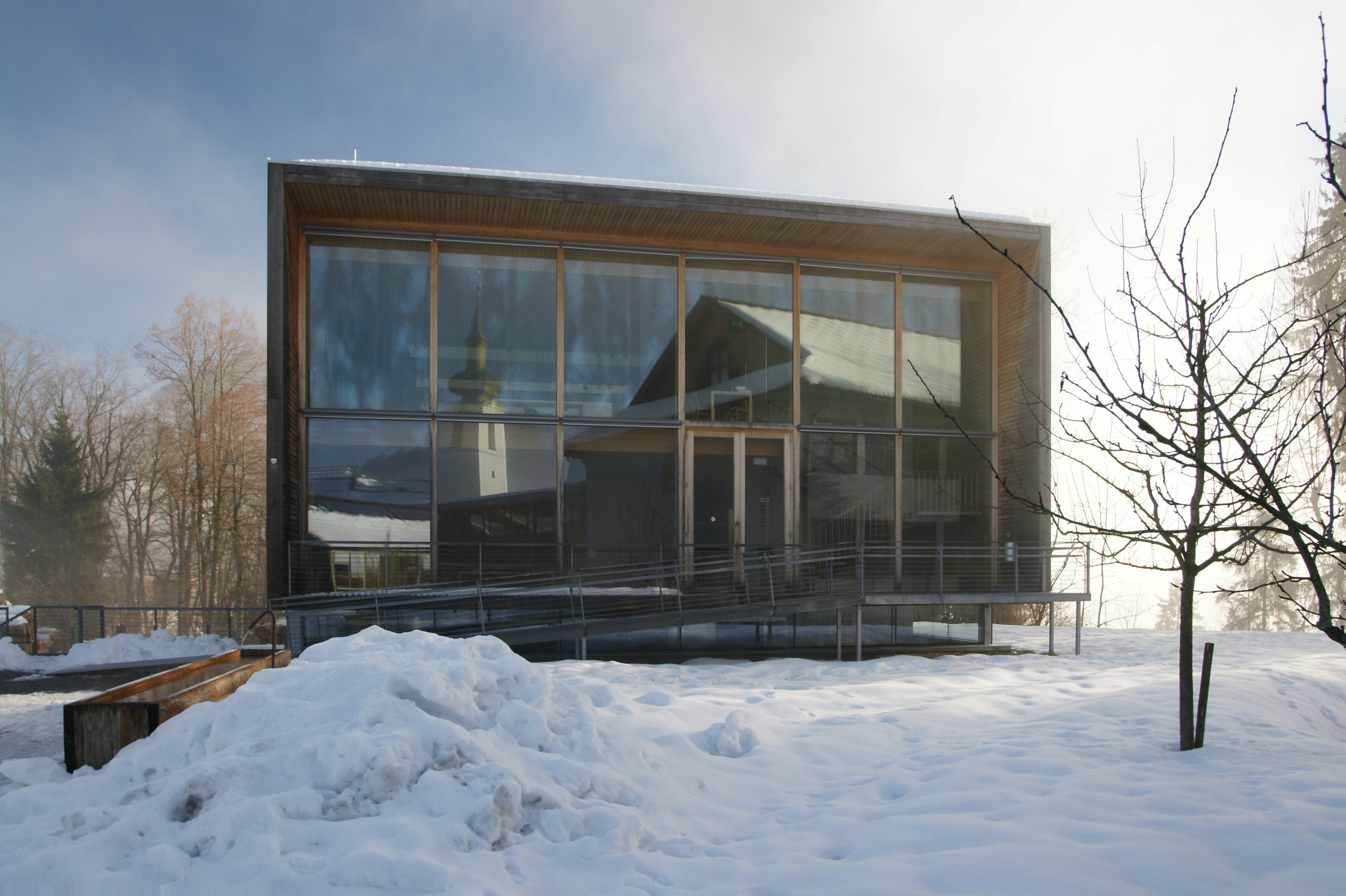
Cristales frontales del edificio
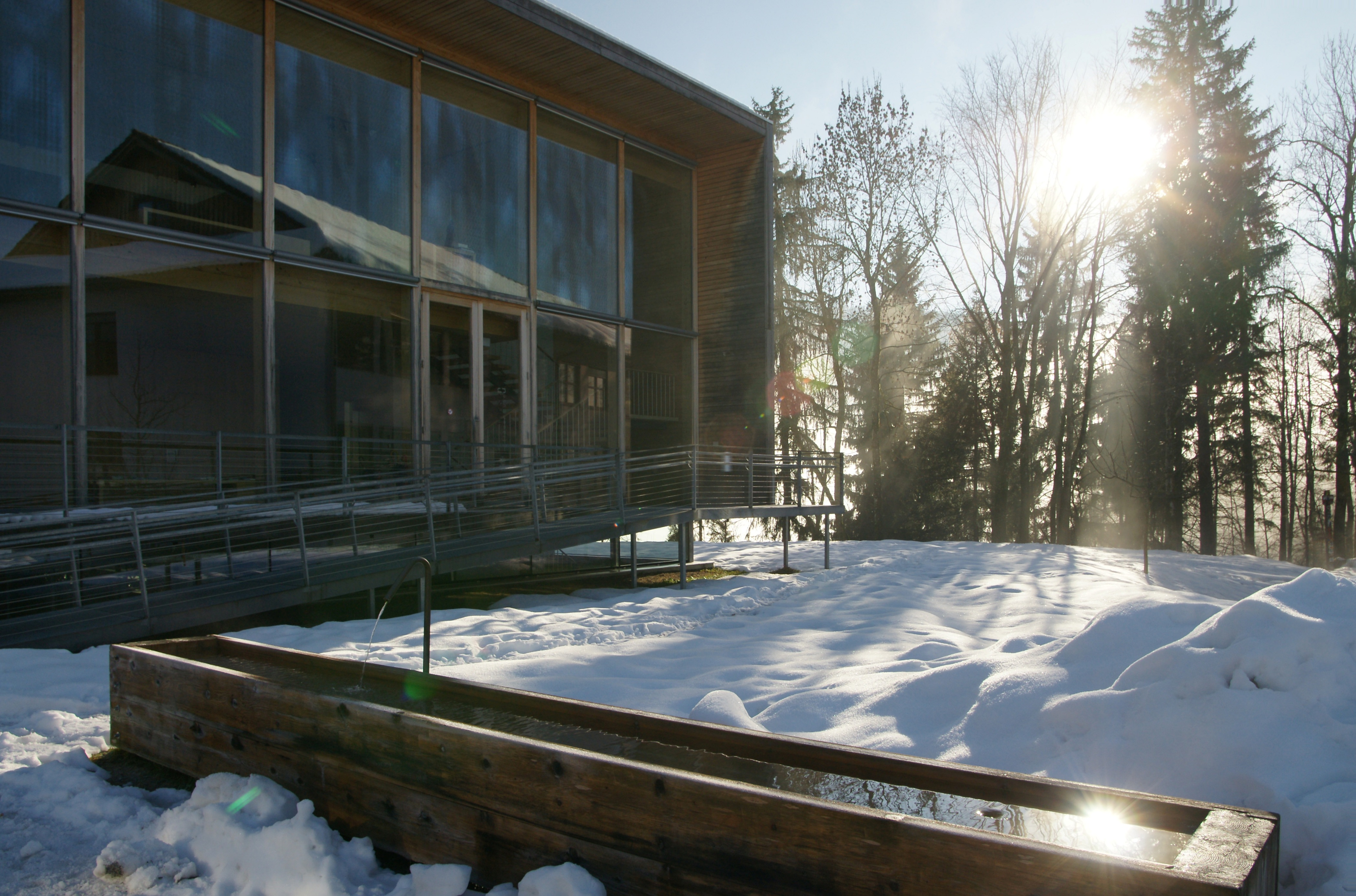
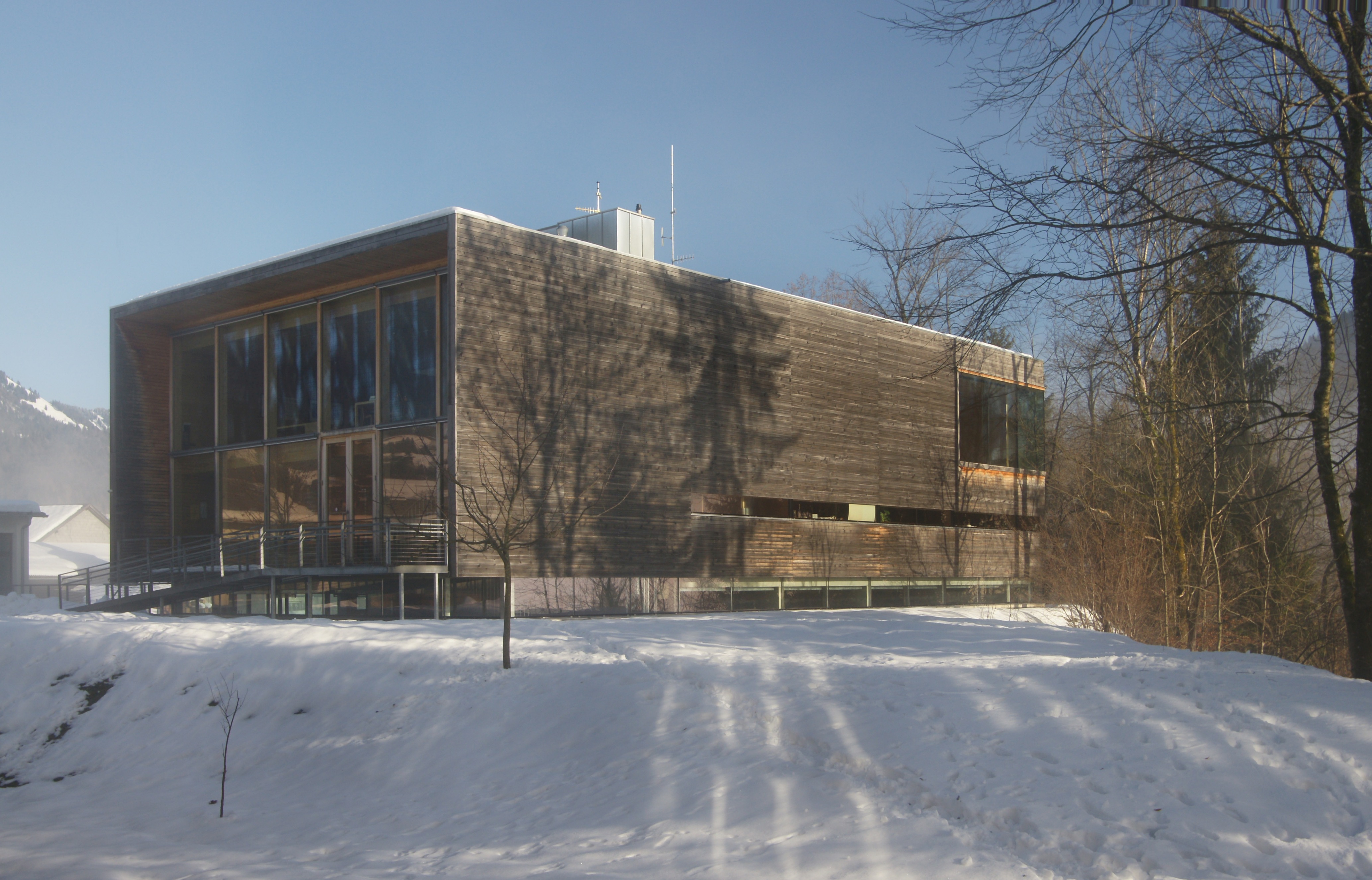